# Bengt Ohlsson
För andra betydelser, se Bengt Olsson.
Bengt Gunnar Henrik Ohlsson, född 6 september 1963 i Östersund, är en svensk författare och krönikör.

## Biografi

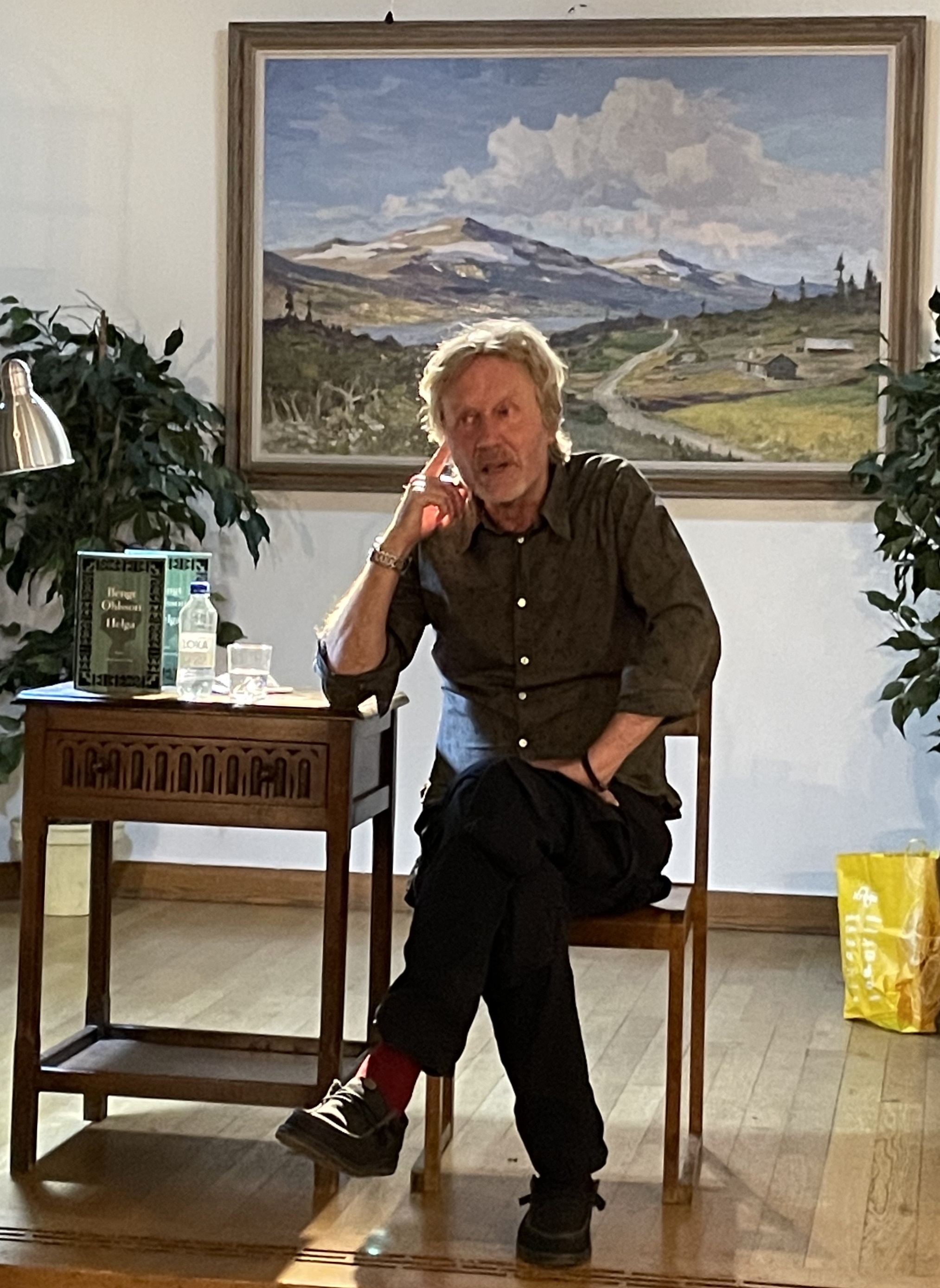
Bengt Ohlsson besökte Söderbergsällskapet i september 2024 och berättade då om sin roman Helga.

### Romanskrivande
Ohlsson debuterade 1984 med romanen Dö som en man, sa jag, som han skrev under sitt sista år i gymnasiet. Nästa roman, Rida på en gris, kom ut året därpå, fick usla recensioner och har av upphovsmannen själv kallats hans sämsta.
I de efterföljande böckerna kom han att uppehålla sig vid det mänskliga psykets mörkare sidor. I novellsamlingen Solo från 1992 finns en modern variant av Oidipusmyten och en novell om en svensk man, som köper sig en thailändsk fru. Den där lilla stunden av närhet från 1994 handlar om en våldtäktsman, som härjar på Södermalm i Stockholm. Vägs ände, som kom ut 1999, var så våldsam, att Bonniers (Bengt Ohlssons huvudförlag) inte ville ge ut den. Istället trycktes den på Bokförlaget Atlas.
Ohlssons författarskap fick en nytändning i och med romanen Se till mig som liten är, av vissa utnämnd till den nya generationsromanen. För sin Gregorius, en sorts vidareutveckling av romanfiguren Gregorius i Hjalmar Söderbergs Doktor Glas, tilldelades han 2004 Augustpriset. Därefter har han skrivit tre romaner med kvinnliga huvudpersoner. Hennes mjukaste röst handlar om en medelålders kvinna i den kanadensiska provinsen Nova Scotia, Syster om en tioårig flicka som kastas mellan motstridiga känslor när hennes storasyster försvinner spårlöst och Kolka följer en lettisk tonårsflicka som tvingas flytta till England eftersom hennes pappa ska gifta om sig med en engelsk överklasskvinna. Hösten 2011 kom Rekviem för John Cummings, en roman om punkgitarristen Johnny Ramone.

### Övrigt skrivande
Han skriver krönikor i Amelia samt DN På stan. Bengt Ohlssons krönikor är skrivna på ett humoristiskt, ofta raljerande sätt, och behandlar såväl samhällsfrågor som vardagslivet. Språket i krönikorna är ofta mycket vardagligt och skiljer sig avsevärt från språket i hans romaner. Ohlsson har varit knuten till Dagens Nyheter sedan han som tjugoåring fick ett sommarvikariat som korrekturläsare på tidningen. Samma år utlyste tidningen en tjänst som rockkritiker. Ohlsson sökte tjänsten och fick den. 1988 sade han upp sig och började istället skriva krönikor i På Stan. För sina krönikor nominerades han till Stora Journalistpriset 2004, i kategorin "Årets berättare". Ett urval av dem finns samlade i böckerna Det måste vara något fel på mig (1996) samt benke@swipnet.se (2005).
Bengt Ohlsson har också skrivit pjäser. Den första, Nigger (film), regisserades av författaren Stig Larsson för Kanal 1 Drama. Pjäsen innebar scendebut för skådespelaren Mikael Persbrandt. Ohlsson har också skrivit en musikal om Stig Dagerman för Göteborgs stadsteater och en pjäs om Estoniakatastrofen (Klassning). År 2000 skrev han Kode utifrån förundersökningen och domen mot de skinnhuvuden som misshandlade fjortonårige John Hron till döds vid Ingetorpssjön i Kode. Hans hittills största framgång är relationskomedin Rendezvous i Rio, som gick för utsålda hus på Stockholms stadsteater i slutet av 90-talet. Samma vecka som Bengt Ohlsson fyllde 50 hade hans pjäs Jag, Bengt Ohlsson premiär på Teater Brunnsgatan Fyra. Pjäsen handlar om honom själv och är samtidigt en metapjäs.

### Privatliv
Bengt Ohlsson gifte sig 2007 med författaren Helena von Zweigbergk, som han också har en son med. Paret ansökte om skilsmässa 2018. Dessutom har han två ytterligare barn från andra relationer, däribland Jack Hildén. Sedan 2021 lever han med journalisten och författaren Åsa Linderborg. De är bosatta i Stockholm.